# 소셜 미디어

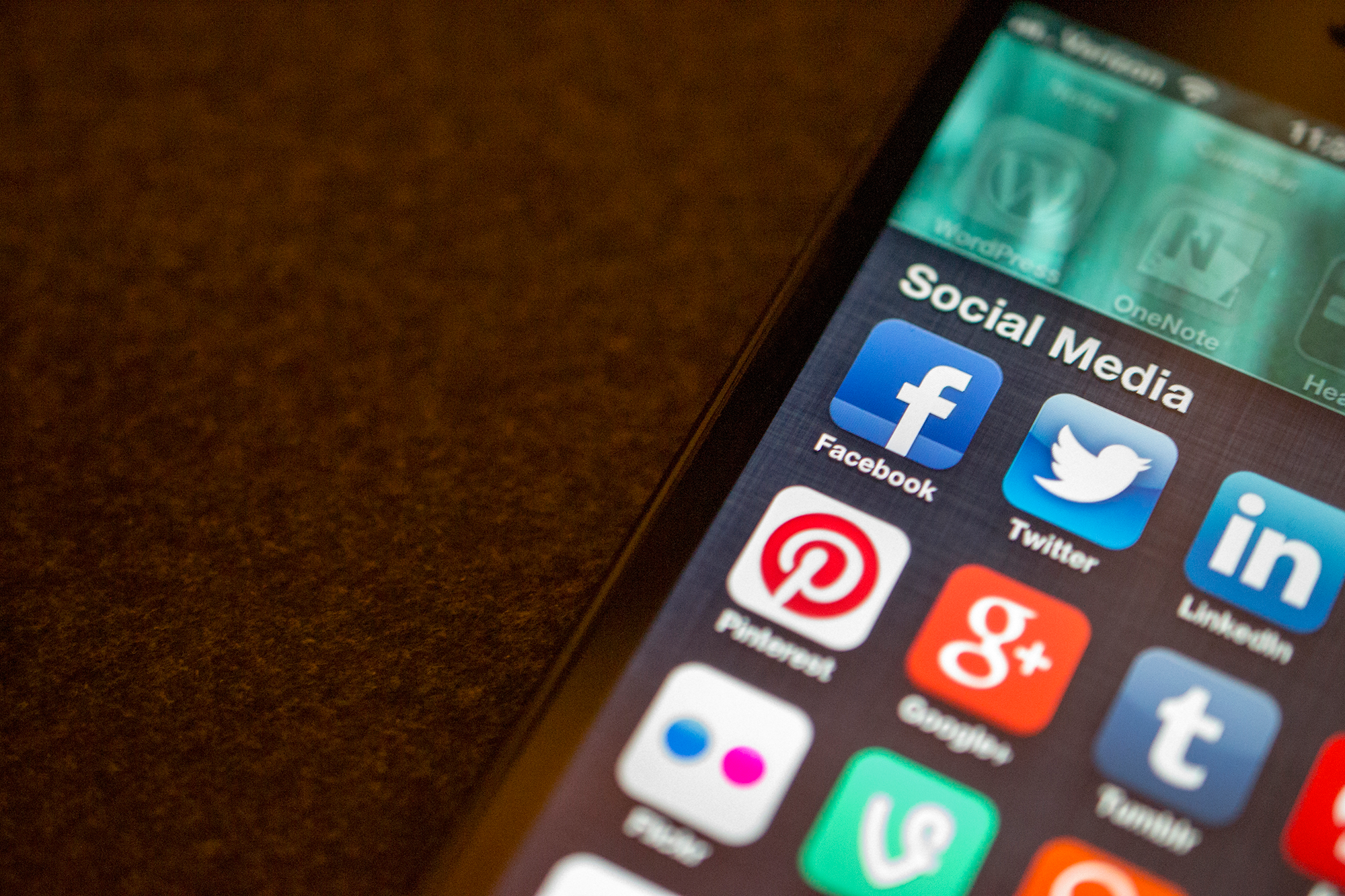
스마트폰 화면의 소셜 미디어 앱 아이콘

소셜 미디어(social media)는 개방, 참여, 공유의 가치로 요약되는 웹 2.0시대의 도래에 소셜 네트워크의 기반 위에서 개인의 생각이나 의견, 경험, 정보 등을 서로 공유하고 타인과의 관계를 생성 또는 확장시킬 수 있는 개방화된 온라인 플랫폼을 의미한다. 일종의 유기체처럼 성장하기 때문에 소비와 생산의 일반적인 매커니즘이 적용되지 않으며, 양방향성을 활용하여 이용자들이 자발적으로 참여하고 정보를 공유하며 콘텐츠를 만들어 나가는 특성이 있다. 다시 말해, TV, 신문, 잡지, 라디오 등과 같은 전통매체가 일대다(one-to-many)의 일방적 관계형에 기초한 커뮤니케이션의 속성을 가졌다면, 소셜 미디어는 다양한 형태의 콘텐츠가 다양한 이용자들에 의해 생성되고 공유되는 다대다(many-to-many)의 쌍방향적 관계성을 토대로 하므로 1인 미디어, 1인 커뮤니티의 특징을 지닌다고 볼 수 있다. 소셜 미디어는 방송매체의 일방적 독백을 사회적 매체의 대화로 변환시키고, 그 이용자들이 콘텐츠 소비자임과 동시에 콘텐츠 생산자가 되는 것을 가능하게 함으로써 정보의 민주화와 개방화를 촉진시킨다.
블로그(blog), 소셜 네트워크 서비스(SNS), 위키(Wiki), UCC, 마이크로 블로그(microblog)의 5가지로 구분하며, 일반적으로 사람과 사람, 또는 사람과 정보를 연결하고 상호작용할 수 있는 서비스를 제공하는 웹 기반의 플랫폼을 소셜 미디어의 범주에 포함시킬 수 있다. 따라서 유튜브(youtube), 온라인 게임, 그리고 카카오톡 오픈채팅도 소셜 미디어가 될 수 있다.

## 탄생배경
첨단 정보통신과 멀티미디어 기술의 발전 및 융합의 결과로서 사회와 문화의 새로운 패러다임의 등장을 들 수 있다. 인터넷의 대중화, 디지털 카메라 및 MP3의 보급 등으로 오디오, 비디오 등을 활용한 사이버상의 대인 커뮤니티이다